# Michael Duggan
Michael Duggan (...) è uno sceneggiatore e produttore televisivo statunitense.

## Biografia
Inizia la sua carriera come sceneggiatore nel 1981 per la serie televisiva Hill Street giorno e notte per poi continuare con serie quali A cuore aperto e Law & Order.
Inizia a produrre trasmissioni televisive nel 1984 con Miami Vice e Prima di mezzanotte. Duggan è stato produttore esecutivo delle serie Progetto Eden e parte della terza stagione di Millennium.

## Filmografia

### Sceneggiatore
- Hill Street giorno e notte (Hill Street Blues)  (1981)
- A cuore aperto (1982)
- Miami Vice (1988)
- Nasty Boys (1990)
- Law & Order (1990-1992)
- Crime & Punishment (1993)
- Progetto Eden (1994)
- C-16: FBI (1997)
- Brooklyn South (1997)
- Millennium (1998)
- Secret Agent Man (2000)
- Miss Miami (2002)
- La lista dei fan**lo (The F**k-It List) (2020)

### Produttore
- Miami Vice (1984-1989)
- Prima di mezzanotte (1988)
- Law & Order (1990-1993)
- Nasty Boys (1990)
- Crime & Punishment (1993)
- Progetto Eden (1994-1995)
- Midnight Runaround (1994)
- Another Midnight Run (1994)
- Millennium (1996-1998)
- C-16: FBI (1997)
- Secret Agent Man (2000)
- Miss Miami (2002)
- La lista dei fan**lo (The F**k-It List) (2020)

### Regista
- La lista dei fan**lo (The F**k-It List) (2020)